# Hygropoda longitarsis
Hygropoda longitarsis là một loài nhện trong họ Pisauridae.
Loài này thuộc chi Hygropoda. Hygropoda longitarsis được Tord Tamerlan Teodor Thorell miêu tả năm 1877.